# 陳守度
陳 守度（ちん しゅど、ベトナム語：Trần Thủ Độ / 陳守度、天資嘉瑞9年（1194年） - 紹隆7年（1264年）1月）は、陳朝大越の実質的な創始者。

## 生涯
建嘉13年（1223年）に輔国太尉として国政を担っていた従兄の陳嗣慶が死去するとその跡を引き継ぎ、外戚（陳嗣慶の妹の順貞皇后は皇帝恵宗の皇后）として大いに権力を振るった。建嘉14年（1224年）には恵宗を譲位させてその次女の李仏金を擁立し（昭皇）、李朝を完全に乗っ取った。建中2年（1226年）には自分の従甥にあたる陳煚を昭皇と結婚させて皇位を陳氏のものとし（太宗）、李朝の太上皇だった李旵（恵宗）を自殺に追い込んだ。天応政平元年（1232年）に李仏金とその姉の李氏莹以外の李朝の皇族を全員殺害している。また、未亡人となった従姉の順貞恵后（太宗のおば）を妻に迎えた。その後は太師の地位に就き、天応政平3年（1234年）には太宗より統国太師の称号を授けられ、天応政平6年（1237年）には太宗の兄である陳柳と権力を争いこれを失脚させた。
陳守度が李朝を簒奪したこと、またその後恵宗の皇后の陳氏（陳嗣慶の妹）を娶ったことなどの振る舞いに対して、後世の史家は厳しい批判を加えているが、その一方で元の侵攻を前にして国政の安定をもたらした点を評価する見方もある。
また、陳守度と陳朝創設との関連について、恵宗を迎えた陳嗣慶や「太祖」の廟号を追尊された陳承（太宗の父で、陳嗣慶の兄）、その長男の陳柳の功績が過小評価される反面、陳守度の功績が過大に見られているとする批判がある。